# St. Udalricus (Hochdorf)

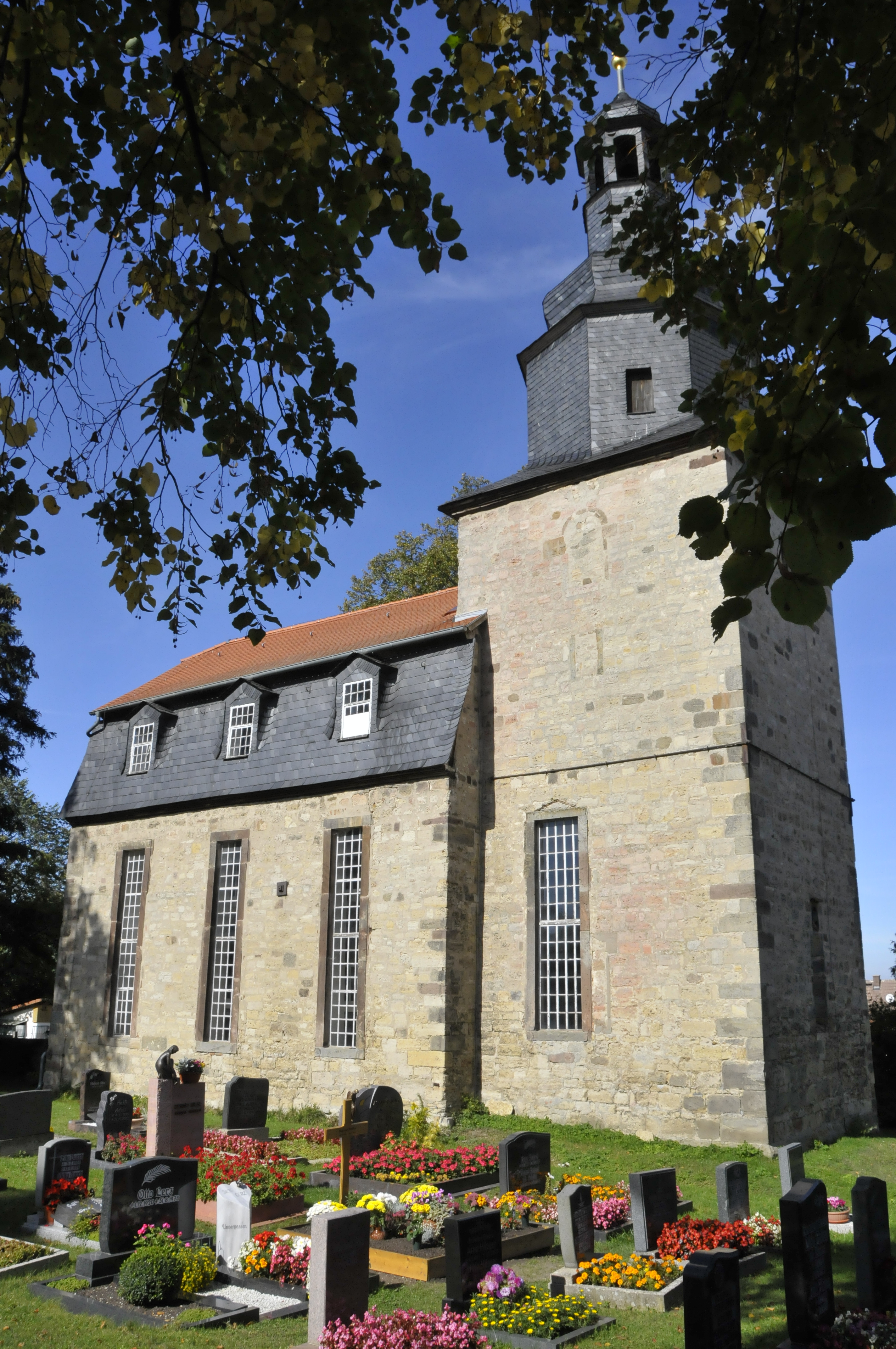
Die Kirche 2011

Die evangelische Dorfkirche St. Udalricus im Ortsteil Hochdorf der Stadt Blankenhain im Landkreis Weimarer Land in Thüringen liegt in einem umfriedeten Gottesacker im südwestlichen Teil des Ortes.

## Geschichte
Im Jahr 1307 schenkten die Grafen von Gleichen-Blankenhain dem Erfurter Ursulinenkloster das Patronat der Kirche Hochdorf.
Die schmalen Fenster am Kirchturm deuten auf eine Chorturmanlage um 1300. Das Kirchenschiff wurde 1740 an den Turm angebaut. Ein Brand 1801 erzwang einen Neubau des Gotteshauses.
Im Jahre 1805 baute die Firma Schulze aus Milbitz bei Paulinzella die bis heute erhaltene Orgel.

## Trivia
1867 wurde der Thüringer Bienenprofessor August Ludwig im Pfarrhaus der Kirche geboren.